# Городское поселение Излучинск
Городское поселение Излучинск — муниципальное образование в Нижневартовском районе Ханты-Мансийского автономного округа — Югры Российской Федерации.
Административный центр — посёлок городского типа Излучинск.
Градообразующее предприятие — ЗАО «Нижневартовская ГРЭС».
Глава администрации городского поселения Излучинск — Кудрик Алексей Борисович (в должности с 2010 года, в 2013 году назначен на должность главы администрации поселения на второй срок; умер 17 мая 2018 года).

## История
Статус и границы городского поселения установлены Законом Ханты-Мансийского автономного округа - Югры от 25.11.2004 N 63-оз "О статусе и границах муниципальных образований Ханты-Мансийского автономного округа - Югры"

## Население
| 2010    | 2012    | 2013    | 2014    | 2015    | 2016    | 2017    |
| ------- | ------- | ------- | ------- | ------- | ------- | ------- |
| 17 848  | ↗18 411 | ↗18 797 | ↗18 854 | ↗19 138 | ↗19 659 | ↗20 034 |
| 2018    | 2019    | 2020    | 2021    |         |         |         |
| ↗20 185 | ↗20 227 | ↗20 372 | ↗21 967 |         |         |         |

## Состав городского поселения
| № | Населённый пункт | Тип населённого пункта      | Население |
| - | ---------------- | --------------------------- | --------- |
| 1 | Большетархово    | село                        | ↗578      |
| 2 | Излучинск        | пгт, административный центр | ↗21 389   |